# 施泰因貝克河 (默訥河支流)
51°26′49.67″N 8°32′41.37″E / 51.4471306°N 8.5448250°E

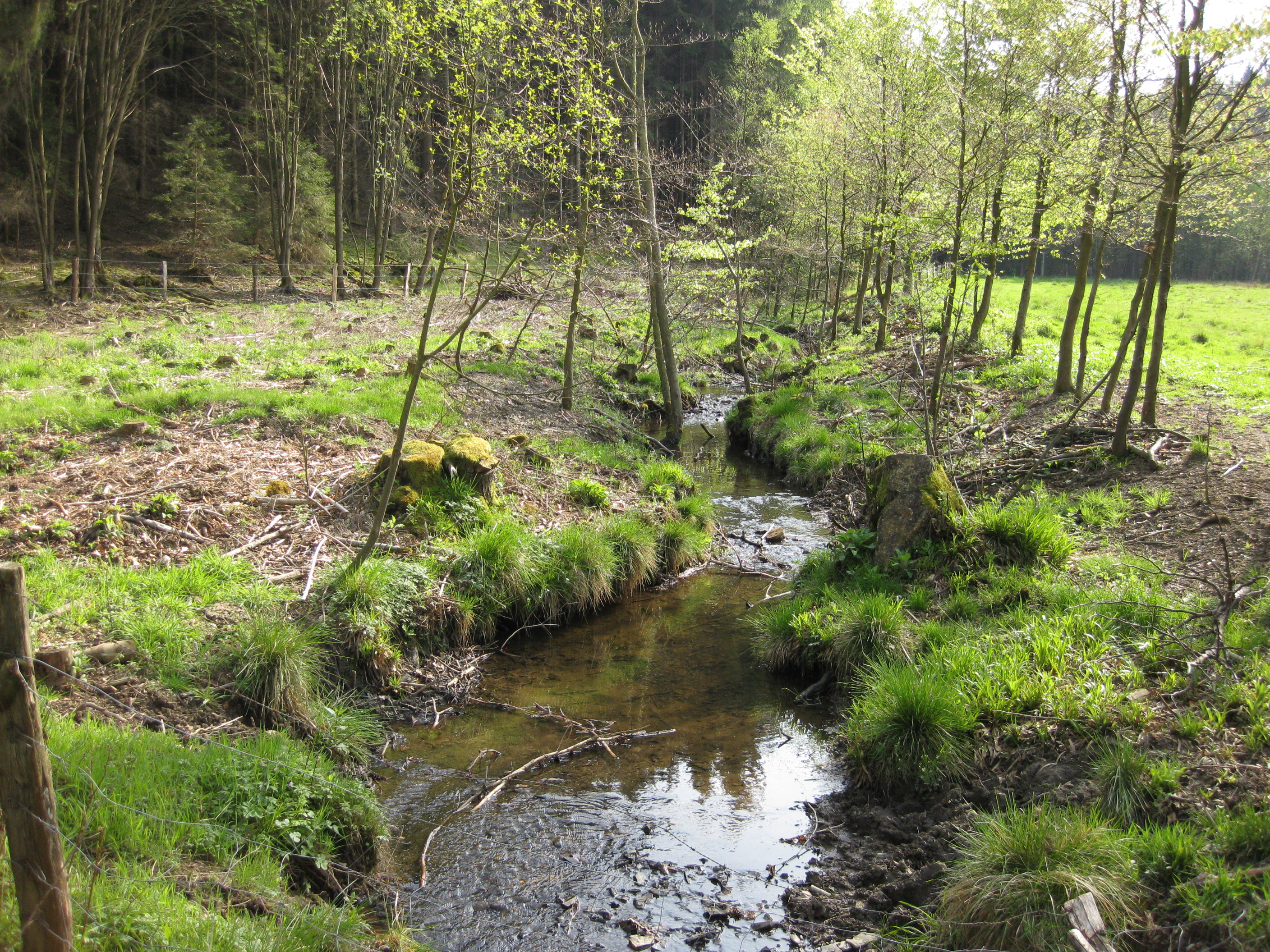

施泰因貝克河（德語：Steinbecke），是德國的河流，位於該國西部，處於北萊茵-威斯特法倫州，屬於默訥河的左支流，河道全長3.1公里，流域面積2.5平方公里。